# The Secret Life Of…
The Secret Life Of… — дебютный альбом австралийской поп-рок группы The Veronicas, выпущенный 17 октября 2006 года в Австралии и 14 февраля 2007 года в США. В начале 2007 года альбом был издан по всему миру, в Европе и в Азии. Альбом достиг второго места в Австралии, пятого — в Новой Зеландии и третьего — в чарте «Биллборда» Top Heatseekers. Альбом четыре раза получал платиновый статус.
Дебютный сингл с альбома «4Ever» был выпущен 15 августа 2005 года в радиоэфир Австралии и некоторых радиостанций Америки. Сингл стал популярен благодаря фильму «Она — мужчина», в котором трек звучал в одной из сцен фильма. Позже сингл поднялся во многие чарты, такие как ARIA, где «4Ever» (№ 2), US Hot Dance Music/Club Play (№ 20) и Billboard Hot 100 (№ 90).

## Список композиций
1. «4Ever» (Lukasz «Dr. Luke» Gottwald, Max Martin) — 3:30
2. «Everything I’m Not» (Lukasz Gottwald, Max Martin, Jessica Origliasso, Lisa Origliasso, Rami) — 3:25
3. «When It All Falls Apart» (Josh Alexander, Jessica Origliasso, Lisa Origliasso, Billy Steinberg) — 3:14
4. «Revolution» (Chantal Kreviazuk, Raine Maida) — 3:08
5. «Secret» (Toby Gad, Jessica Origliasso, Lisa Origliasso) — 3:36
6. «Mouth Shut» (Toby Gad, Jessica Origliasso, Lisa Origliasso) — 3:41
7. «Leave Me Alone» (Josh Alexander, Jessica Origliasso, Lisa Origliasso, Billy Steinberg) — 3:33
8. «Speechless» (Toby Gad, Jessica Origliasso, Lisa Origliasso) — 4:00
9. «Heavily Broken» (Eric Nova, Jessica Origliasso, Lisa Origliasso) — 4:19
10. «I Could Get Used to This» (Josh Alexander, Jessica Origliasso, Lisa Origliasso, Billy Steinberg) — 3:18
11. «Nobody Wins» (Kara DioGuardi, Clif Magness, Jessica Origliasso, Lisa Origliasso) — 3:55
12. «Mother Mother» (Tracy Bonham) — 3:07

### Europe and Brazilbonus track
13. «A Teardrop Hitting the Ground» (Rick Nowels, Kelli Ali) — 3:13

### U.S. Special Editionbonus tracks
13. «How Long» (Malcolm Pardon, Fredrik Rinman, Jessica Origliasso, Lisa Origliasso) — 3:52
14. «Did Ya Think» (Kara DioGuardi, Clif Magness, Jessica Origliasso, Lisa Origliasso) — 2:45
Также в U.S. Special Edition входит DVD диск, включающий в себя:
1. «4ever» (видеоклип)
2. «Everything I’m Not» (видеоклип)
3. «Everything I’m Not» (о съемках клипа)
4. Behind The Scenes (видеонарезка из закулисной жизни группы)

## Сводные данные

### Чарты
| Чарт (2005)                    | Наивысшая позиция |
| ------------------------------ | ----------------- |
| Australian Album Chart         | 2                 |
| New Zealand Album Chart        | 5                 |
| Чарт (2006)                    | Наивысшая позиция |
| Belgium Album Chart            | 11                |
| Dutch Album Chart              | 75                |
| Switzerland Album Chart        | 61                |
| U.S. Billboard 200             | 133               |
| U.S. Billboard Top Heatseekers | 3                 |

### Продажи
| Чарт           | Сертификация  | Продажи  |
| -------------- | ------------- | -------- |
| Australia ARIA | 4x платиновый | 280 000+ |
| New Zealand    | золотой       | 45 000+  |